# Gevorg Emin
Gevorg Emin (örményül: Գևորգ Էմին; Astarak, 1919. szeptember 30. – 1998. június 11.) örmény költő, esszéista és műfordító.

## Élete
Emin egy tanár fiaként született Astarak városában. 1927-ben a családja Jerevánba, az Örmény Szovjet Szocialista Köztársaság fővárosába költözött. 1936-ban fejezte be a középiskolai tanulmányait, 1940-ben a helyi Nemzeti Politechnikai Egyetemen vízépítő mérnökként végzett. Az iskolai évek után vízierőművek építésénél dolgozott.
A költői gyökerei mélyen beágyazódtak annak az országnak a kultúrájába és vadregényes tájaiba, ahol felnőtt. Ehhez járult még a modern költészet, különösen a francia szimbolista költők széleskörű ismerete, valamint a költészet erejébe vetett tartós hite.
1941 és 1945 között a második világháborúban harcolt, ahol megsebesült. A verseiben nem tett konkrét utalást saját háborús tapasztalataira, de gyakran utalt az örmény népirtásra.
A műveit örményről számos nyelvre lefordították világszerte. Jevgenyij Jevtusenko Emin művei megismerésekor azonnal barátsággal üdvözölte művésztársát.
A költői munkásságáért 1951-ben Sztálin-díjat, 1976-ban pedig a Szovjetunió Állami Díját kapta. 1972-ben az Egyesült Államokban járt Jevtusenkóval együtt, ahol versfelolvasásokat tartottak. Amerikai tapasztalatai tükröződtek néhány későbbi költeményében.
Első felesége a híres örmény költő, Vahan Terian lánya volt. Neje halála után feleségül vette Armenouhi Hampariant. Három fiuk született.
Emin műfordítói tevékenysége is jelentős volt: különösen nagyra becsülik a lengyel költők műveinek fordításaiért, Adam Mickiewicztől a kortárs költőig, Tadeusz Różewiczig. Lengyelország függetlenségéért és nemzeti identitásáért vívott hosszú harcát látva Emin párhuzamot talált Örményországgal kapcsolatban, és üdvözölte „a lengyel nép büszke lelkületét, fanatikus ragaszkodását a földhöz, a nyelvhez, az irodalomhoz és a hagyományokhoz”.
Testvére Vazgen Muradian örmény-amerikai zeneszerző volt.

## Képgaléria

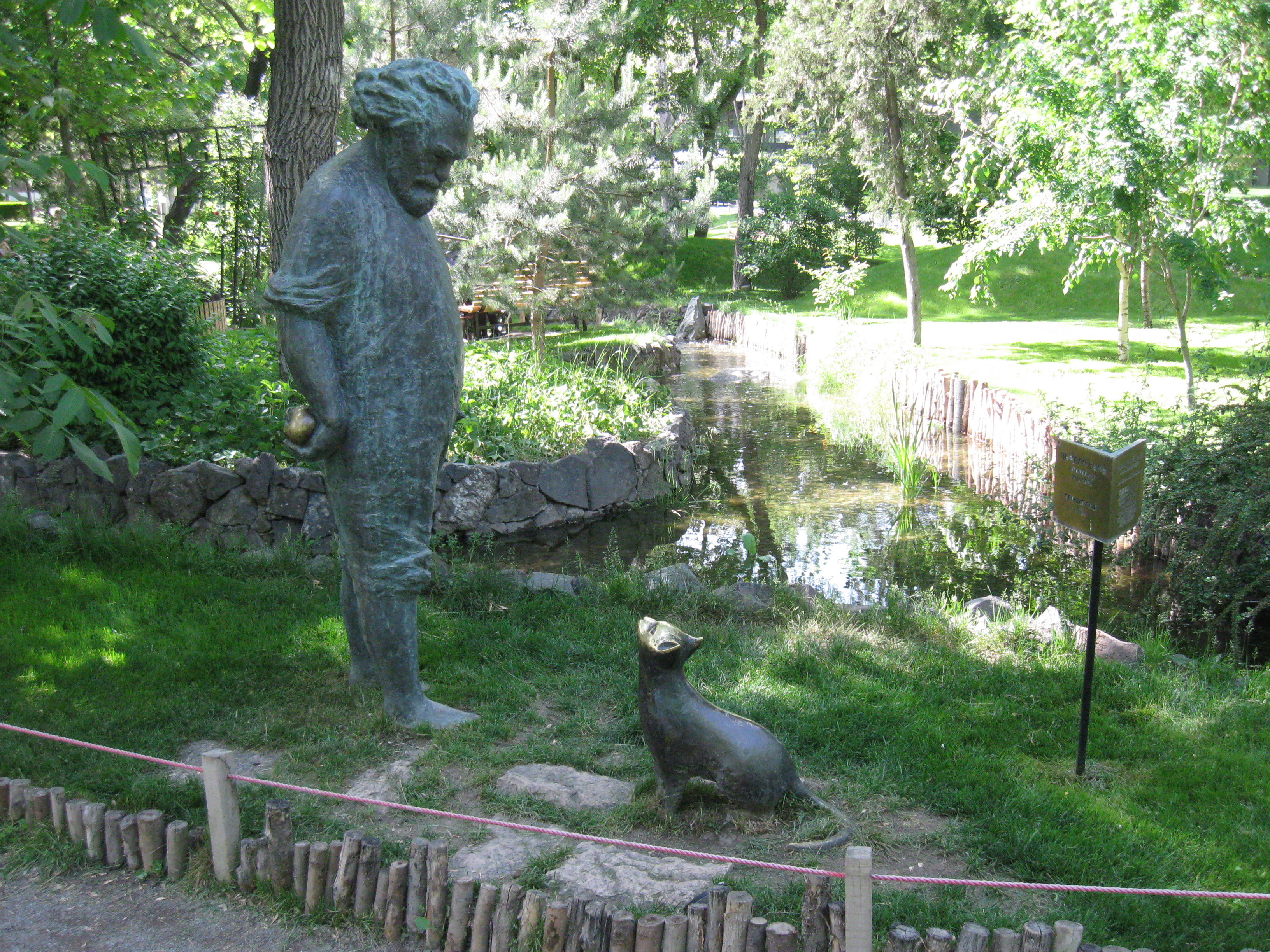
Szobra Jerevánban
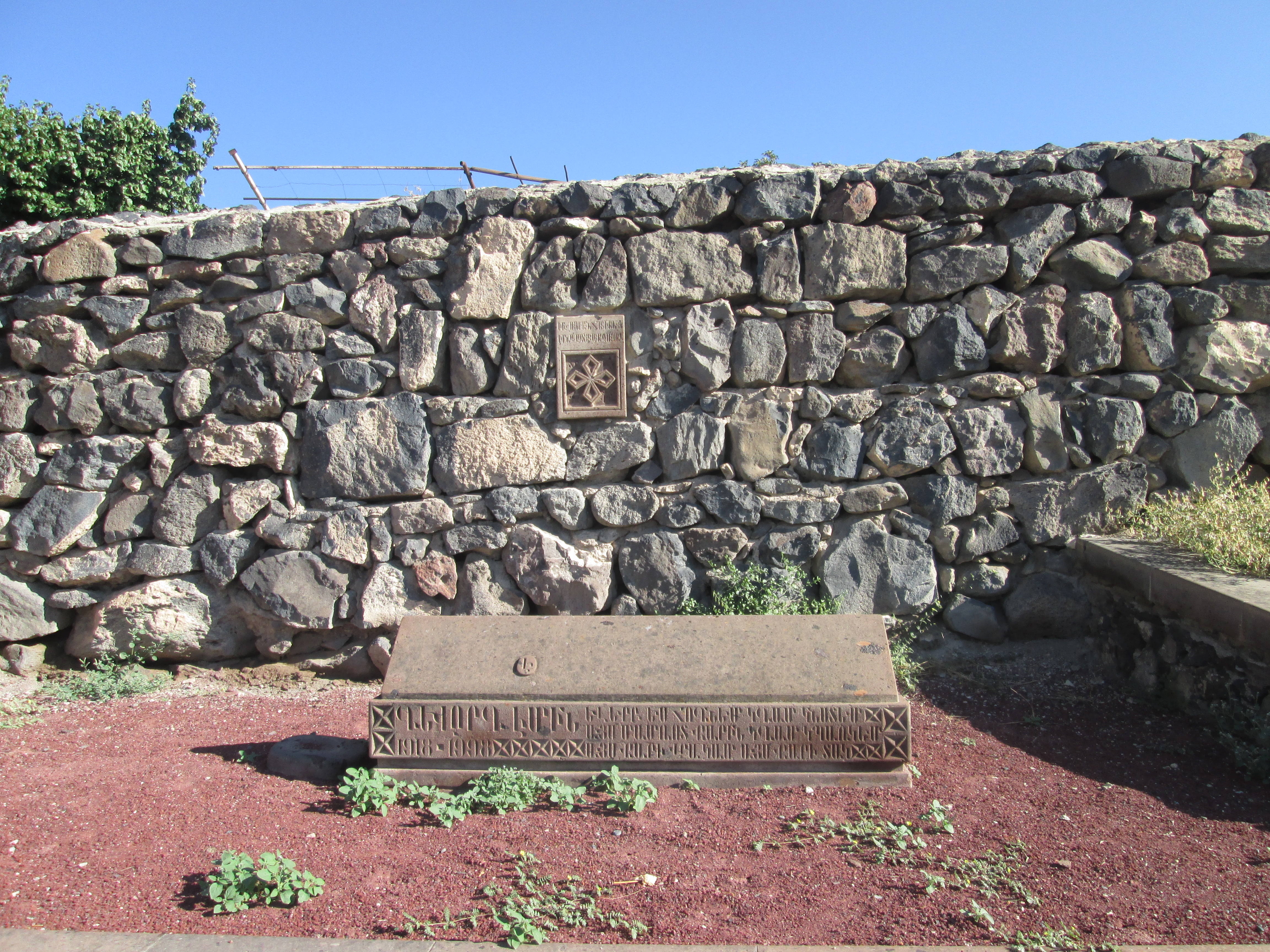
Síremléke az astaraki Vörös-templom udvarán
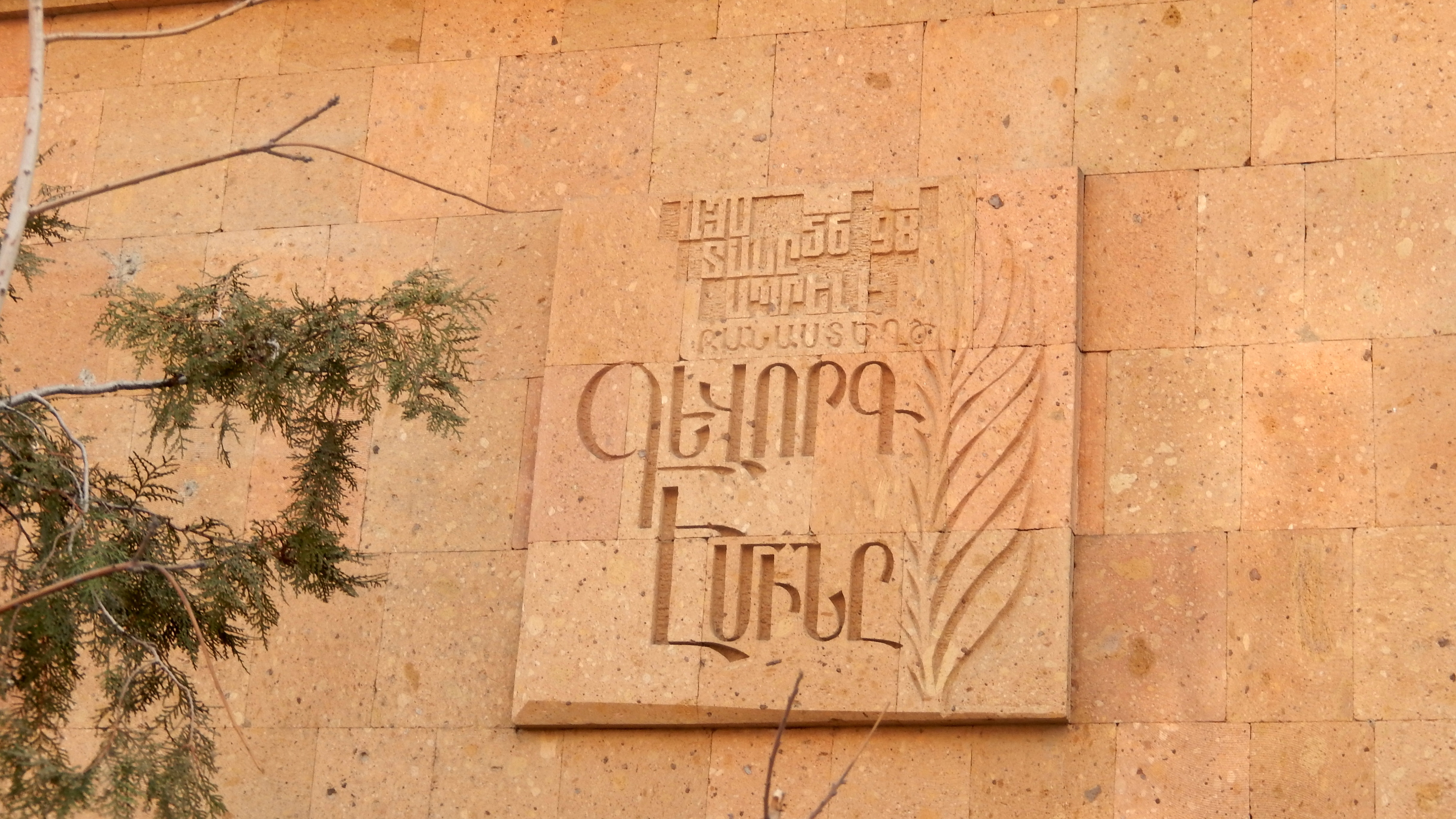
Emléktáblája Jerevánban
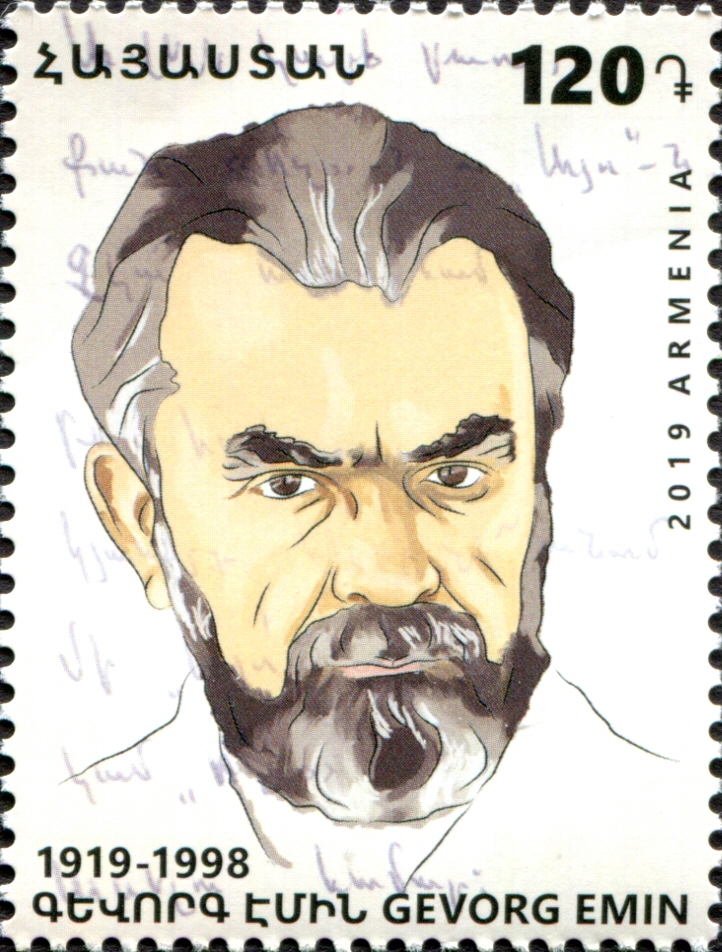
Örmény bélyegen (2019)

## Fordítás
- Ez a szócikk részben vagy egészben  a   Gevorg Emin című angol Wikipédia-szócikk ezen változatának fordításán alapul.  Az eredeti cikk szerkesztőit annak laptörténete sorolja fel. Ez a jelzés csupán a megfogalmazás eredetét és a szerzői jogokat jelzi, nem szolgál a cikkben szereplő információk forrásmegjelöléseként.